# Нижний Бестях
Ни́жний Бестя́х (якут. Аллараа Бэстээх) — посёлок городского типа, административный центр Мегино-Кангаласского района Якутии. Находится в 15 км от Якутска и в 10 километрах от железнодорожной станции Нижний Бестях.  

## История и описание
Расположен на западе улуса, на противоположном от Якутска высоком правом берегу реки Лены, частично на равнине Нёрюктяй.
Возник в 1920-х годах как транспортно-перевалочный пункт. Отнесён к категории рабочих посёлков в 1971 году.
Является местным организующим центром. Кроме районной администрации, в Нижнем Бестяхе располагается администрация муниципального образования «Посёлок Нижний Бестях».

## Транспорт
Нижний Бестях выполняет транспортные функции. Население занято в транспортно-перевалочных организациях межрайонного значения. В посёлке — речная пристань, автопредприятия, торговые складские базы,грязелечебница. Имеются Дом культуры, две общеобразовательные школы, транспортный техникум, учреждения здравоохранения, торговли и бытового обслуживания.
Нижний Бестях — один из развивающихся населённых пунктов Дальнего Востока. Является транспортным узлом местного значения, здесь стыкуются две автодороги федерального значения: А360 «Лена» и «Колыма», а также автодорога республиканского значения «Амга». Связан с Якутском грузопассажирской паромной переправой, работающей в летний период с окончания ледохода до начала ледостава. Ходит также пассажирский речной трамвай и частные катера. Тарифное расстояние между населёнными пунктами — 23 км. Зимой связь осуществляется по льду реки. В межсезонье связь возможна вертолётом или судном на воздушной подушке.
В связи со строительством Амуро-Якутской железнодорожной магистрали Нижний Бестях станет крупным транспортным узлом Якутии. В связи с этим посёлку планируется придать статус города.
Построена железнодорожная станция Нижний Бестях, которая находится не в самом посёлке, а в 10 км к юго-востоку от него, в урочище Булгунняхтах, на территории соседнего села Павловск. Укладка рельсов дошла туда ещё в конце 2011 года, открытие станции для грузовой работы состоялось 30 августа 2014 года, пассажирское движение открылось 27 июля 2019 года. На 2022 г. ходит ежедневный круглогодичный поезд формирования компании «Железные дороги Якутии» № 327/328 Нижний Бестях — Тында — Нижний Бестях и несколько беспересадочных вагонов: до Благовещенска, Владивостока, Иркутска.
Планируется[когда?] также построить мост через Лену, что обеспечит бесперебойную круглогодичную связь со столицей республики городом Якутском. Существуют также планы продолжения[когда?] железной дороги до Магадана.

## Природа
Нижний Бестях расположен частично в долине Нёрюктяй, но бо́льшая часть посёлка находится на высоком правом коренном берегу Лены. Почвы песчаные. Много лесов, в основном сосновых (этимология слова Бэстээх — Сосновый). Недалеко от Нижнего Бестяха одна из крупнейших рек мира — Лена, а также большая система озёр — Маччия.

## Население
| 1979  | 1989  | 2002  | 2009  | 2010  | 2011  | 2012  |
| ----- | ----- | ----- | ----- | ----- | ----- | ----- |
| 3363  | ↗3997 | ↘3327 | ↘3163 | ↗3518 | ↘3498 | ↗3523 |
| 2013  | 2014  | 2015  | 2016  | 2017  | 2018  | 2019  |
| ↗3600 | ↗3607 | ↗3638 | ↗3748 | ↗3924 | ↗4152 | ↘4080 |
| 2020  | 2021  | 2022  | 2023  |       |       |       |
| ↘4079 | ↗5099 | ↗5282 | ↘5139 |       |       |       |

Национальный состав
Нижний Бестях — многонациональный посёлок; кроме двух основных национальностей — якутов и русских здесь живут узбеки, киргизы, чеченцы, армяне, таджики и др..